# إرهارد كلر
إرهارد كلر هو رياضي سباقات تزلج سريع من ألمانيا، مثل ألمانيا الغربية في الألعاب الأولمبية الشتوية في دورة عام 1968 مدينة غرونوبل الفرنسية ودورة عام 1972 في مدينة سابورو اليابانية وحصل على ميداليتين ذهبيتين في سباقات 500 متر للتزلج السريع.